# Chelsea Football Club 2010-2011
Questa pagina contiene rosa e risultati del Chelsea Football Club nelle competizioni ufficiali della stagione 2010-2011.

## Maglie e sponsor
Lo sponsor tecnico per la stagione 2010-2011 è Adidas, mentre lo sponsor ufficiale è Samsung.
| Casa | Trasferta | Terza divisa |

| 1a Portiere | 2ª portiere | 3a Portiere |

## Rosa
| N. |                           | Ruolo | Calciatore                    |
| -- | ------------------------- | ----- | ----------------------------- |
| 1  | Rep. Ceca (bandiera)      | P     | Petr Čech                     |
| 2  | Serbia (bandiera)         | D     | Branislav Ivanović            |
| 3  | Inghilterra (bandiera)    | D     | Ashley Cole                   |
| 5  | Ghana (bandiera)          | C     | Michael Essien                |
| 7  | Brasile (bandiera)        | C     | Ramires                       |
| 8  | Inghilterra (bandiera)    | C     | Frank Lampard (vice capitano) |
| 9  | Spagna (bandiera)         | A     | Fernando Torres               |
| 10 | Israele (bandiera)        | C     | Yossi Benayoun                |
| 11 | Costa d'Avorio (bandiera) | A     | Didier Drogba                 |
| 12 | Nigeria (bandiera)        | C     | Mikel John Obi                |
| 15 | Francia (bandiera)        | C     | Florent Malouda               |
| 17 | Portogallo (bandiera)     | D     | José Bosingwa                 |
| 18 | Russia (bandiera)         | C     | Jurij Žirkov                  |
| 19 | Portogallo (bandiera)     | D     | Paulo Ferreira                |

| N. |                           | Ruolo | Calciatore            |
| -- | ------------------------- | ----- | --------------------- |
| 21 | Costa d'Avorio (bandiera) | A     | Salomon Kalou         |
| 22 | Inghilterra (bandiera)    | P     | Ross Turnbull         |
| 23 | Inghilterra (bandiera)    | A     | Daniel Sturridge      |
| 26 | Inghilterra (bandiera)    | D     | John Terry (capitano) |
| 33 | Brasile (bandiera)        | D     | Alex                  |
| 38 | Paesi Bassi (bandiera)    | D     | Patrick van Aanholt   |
| 39 | Francia (bandiera)        | A     | Nicolas Anelka        |
| 40 | Portogallo (bandiera)     | P     | Henrique Hilário      |
| 43 | Paesi Bassi (bandiera)    | D     | Jeffrey Bruma         |
| 44 | RD del Congo (bandiera)   | A     | Gaël Kakuta           |
| 46 | Inghilterra (bandiera)    | C     | Josh McEachran        |
| 52 | Inghilterra (bandiera)    | C     | Jacob Mellis          |

## Calciomercato

### Sessione estiva(dall'1/7 all'1/9)
| Acquisti | Acquisti       | Acquisti       | Acquisti                   |
| R.       | Nome           | da             | Modalità                   |
| -------- | -------------- | -------------- | -------------------------- |
| P        | Matej Delač    | Inter Zaprešić | definitivo (3 milioni €)   |
| C        | Yossi Benayoun | Liverpool      | definitivo (6,7 milioni €) |
| D        | Tomáš Kalas    | Sigma Olomouc  | definitivo (6,3 milioni €) |
| C        | Ramires        | Benfica        | definitivo (22 milioni €)  |

| Cessioni | Cessioni           | Cessioni          | Cessioni                 |
| R.       | Nome               | a                 | Modalità                 |
| -------- | ------------------ | ----------------- | ------------------------ |
| C        | Michael Ballack    | Bayer Leverkusen  | svincolato               |
| D        | Juliano Belletti   | Fluminense        | svincolato               |
| C        | Joe Cole           | Liverpool         | svincolato               |
| C        | Miroslav Stoch     | Fenerbahçe        | definitivo (6 milioni €) |
| D        | Nana Ofori-Twumasi | Peterborough Utd  | svincolato               |
| P        | Niclas Heimann     | Salisburgo        | svincolato               |
| P        | Rhys Taylor        | Crewe Alexandra   | prestito                 |
| D        | Tomáš Kalas        | Sigma Olomouc     | prestito                 |
| C        | Daniel Philliskirk | Oxford Utd        | prestito                 |
| A        | Ryan Bertrand      | Nottingham Forest | prestito                 |
| D        | Ben Gordon         | Kilmarnock        | prestito                 |
| C        | Deco               |                   | svincolato               |
| A        | Scott Sinclair     | Swansea City      | definitivo (750.000 €)   |
| D        | Ricardo Carvalho   | Real Madrid       | definitivo (8 milioni €) |
| C        | Jack Cork          | Burnley           | prestito                 |
| D        | Sam Hutchinson     |                   | fine carriera            |
| C        | Nemanja Matić      | Vitesse           | prestito                 |
| D        | Slobodan Rajković  | Vitesse           | prestito                 |
| D        | Michael Mancienne  | Wolverhampton     | prestito                 |
| A        | Franco Di Santo    | Wigan             | svincolato               |
| P        | Matej Delač        | Vitesse           | prestito                 |

## Risultati

### Community Shield
| Arbitro: | Marriner |

|           |           |                                           |
| Kalou 83’ | Marcatori | 41’ Valencia 76’ Hernández 90+2’ Berbatov |

### Premier League

#### Girone di andata
| Arbitro: | Clattenburg |

|                                                  |           |  |
| Malouda 5’, 90’ Drogba 45’, 55’, 67’ Lampard 62’ | Marcatori |  |

| Arbitro: | Dean |

|  |           |                                                           |
|  | Marcatori | 34’ Malouda 48’, 52’ Anelka 78’, 89’ Kalou 90+4’ Benayoun |

| Arbitro: | Atkinson |

|                               |           |  |
| Malouda 31’ Drogba 77’ (rig.) | Marcatori |  |

| Arbitro: | Foy |

|            |           |                          |
| Parker 84’ | Marcatori | 2’, 83’ Essien 17’ Kalou |

| Arbitro: | Clattenburg |

|                                      |           |  |
| Kalou 2’ Malouda 12’, 41’ Drogba 30’ | Marcatori |  |

| Arbitro: | Marriner |

|           |           |  |
| Tevez 59’ | Marcatori |  |

| Arbitro: | Dean |

|                     |           |  |
| Drogba 39’ Alex 85’ | Marcatori |  |

| Birmingham 16 ottobre 2010, ore 18:30 CEST 8ª giornata | Aston Villa | 0 – 0 referto | Chelsea | Villa Park (40.122 spett.)\| Arbitro: \| Mason \| |
| Arbitro:                                               | Mason       |               |         |                                                   |

| Arbitro: | Probert |

|                       |           |  |
| Malouda 23’ Kalou 81’ | Marcatori |  |

| Arbitro: | Walton |

|             |           |                         |
| Benjani 21’ | Marcatori | 39’ Anelka 83’ Ivanovic |

| Arbitro: | Webb |

|                 |           |  |
| Torres 11’, 44’ | Marcatori |  |

| Arbitro: | Atkinson |

|            |           |  |
| Essien 30’ | Marcatori |  |

| Arbitro: | Foy |

|  |           |                                 |
|  | Marcatori | 45’ Onuoha 52’ Gyan 87’ Welbeck |

| Arbitro: | Halsey |

|            |           |  |
| Bowyer 17’ | Marcatori |  |

| Arbitro: | Marriner |

|            |           |           |
| Carroll 6’ | Marcatori | 45’ Kalou |

| Arbitro: | Probert |

|                   |           |              |
| Drogba 42’ (rig.) | Marcatori | 86’ Beckford |

| Arbitro: | Dean |

|                  |           |            |
| Pavlyuchenko 15’ | Marcatori | 69’ Drogba |

| Arbitro: | Jones |

|             |           |  |
| Malouda 60’ | Marcatori |  |

| Londra 1º marzo 2011, ore 20:40 CEST 20ª giornata | Chelsea | 2 – 1 | Manchester United | Stamford Bridge |

#### Girone di ritorno
| Arbitro: | Clattenburg |

|                                   |           |              |
| Song 44’ Fàbregas 51’ Walcott 53’ | Marcatori | 57’ Ivanovic |

| Arbitro: | Mason |

|                                         |           |                                       |
| Lampard 22’ (rig.) Drogba 83’ Terry 89’ | Marcatori | 40’ (rig.) Young 46’ Heskey 90’ Clark |

| Arbitro: | Mason (Bolton) |

|                      |           |                            |
| Ivanović 2’ Alex 83’ | Marcatori | 10’ Gutiérrez 90+2’ Taylor |

### Terzo turno
| Londra 9 gennaio 2011, ore 16:00 CET                                                                          | Chelsea   | 7 – 0 | Ipswich | Stamford Bridge |
| \| \| \| \| \| Kalou 33’ Sturridge 34’, 52’ Edwards 41’ (aut.) Anelka 49’ Lampard 78’, 79’ \| Marcatori \| \| |           |       |         |                 |
| |           |       |         |                 |
| Kalou 33’ Sturridge 34’, 52’ Edwards 41’ (aut.) Anelka 49’ Lampard 78’, 79’                                   | Marcatori |       |         |                 |

| Arbitro: | Howard Webb |

|          |           |           |
| Saha 62’ | Marcatori | 75’ Kalou |

| Londra 19 febbraio 2011, ore 16:00 CET                     | Chelsea   | 1 – 1       | Everton | Stamford Bridge |
| \| \| \| \| \| Lampard 104’ \| Marcatori \| 119’ Baines \| |           |             |         |                 |
|                                                            |           |             |         |                 |
| Lampard 104’                                               | Marcatori | 119’ Baines |         |                 |

### Carling Cup

#### Terzo turno
| Arbitro: | Dowd |

|                                       |           |                                       |
| van Aanholt 6’ Anelka 70’, 87’ (rig.) | Marcatori | 27’ Ranger 32’ Taylor 49’, 90’ Ameobi |

### UEFA Champions League

#### Fase a gironi
| Squadra             | P.ti | G | V | P | S | GF | GS | DR  |
| ------------------- | ---- | - | - | - | - | -- | -- | --- |
| Chelsea             | 15   | 6 | 5 | 0 | 1 | 14 | 4  | +10 |
| Olympique Marsiglia | 12   | 6 | 4 | 0 | 2 | 12 | 3  | +9  |
| Spartak Mosca       | 9    | 6 | 3 | 0 | 3 | 7  | 10 | -3  |
| Žilina              | 0    | 6 | 0 | 0 | 6 | 3  | 19 | -16 |

| Arbitro: | Kuipers |

|            |           |                                          |
| Oravec 55’ | Marcatori | 13’ Essien 24’, 28’ Anelka 48’ Sturridge |

| Arbitro: | De Bleeckere |

|                            |           |  |
| Terry 7’ Anelka 28’ (rig.) | Marcatori |  |

| Arbitro: | Velasco Carballo |

|  |           |                       |
|  | Marcatori | 24’ Žirkov 43’ Anelka |

| Arbitro: | Çakır |

|                                                  |           |              |
| Anelka 49’ Drogba 62’ (rig.) Ivanovic 66’, 90+2’ | Marcatori | 86’ Bazhenov |

| Arbitro: | Schorgenhofer |

|                           |           |           |
| Sturridge 51’ Malouda 86’ | Marcatori | 19’ Bello |

| Arbitro: | Bezborodov |

|             |           |  |
| Brandão 81’ | Marcatori |  |

#### Ottavi di finale
| Arbitro: | Björn Kuipers |

|  |           |                 |
|  | Marcatori | 17’, 54’ Anelka |

| Londra 16 marzo 2011, ore 20:45 CET | Chelsea           | 0 – 0 referto | Copenaghen | Stamford Bridge\| Arbitro: \| Svein Oddvar Moen \| |
| Arbitro:                            | Svein Oddvar Moen |               |            |                                                    |

#### Quarti di finale
| Arbitro: | Alberto Undiano Mallenco |

|  |           |            |
|  | Marcatori | 24’ Rooney |

| Arbitro: | Olegário Benquerença |

|                        |           |            |
| Hernández 43’ Park 77’ | Marcatori | 76’ Drogba |

## Statistiche

### Statistiche di squadra
| Competizione          | Punti | In casa | In casa | In casa | In casa | In casa | In casa | In trasferta | In trasferta | In trasferta | In trasferta | In trasferta | In trasferta | Totale | Totale | Totale | Totale | Totale | Totale | DR  |
| Competizione          | Punti | G       | V       | N       | P       | Gf      | Gs      | G            | V            | N            | P            | Gf           | Gs           | G      | V      | N      | P      | Gf     | Gs     | DR  |
| --------------------- | ----- | ------- | ------- | ------- | ------- | ------- | ------- | ------------ | ------------ | ------------ | ------------ | ------------ | ------------ | ------ | ------ | ------ | ------ | ------ | ------ | --- |
| Premier League        | 71    | 19      | 14      | 3       | 2       | 39      | 13      | 19           | 7            | 5            | 7            | 30           | 20           | 38     | 21     | 8      | 9      | 69     | 33     | +36 |
| FA Cup                | -     | 2       | 1       | 1       | 0       | 8       | 1       | 1            | 0            | 1            | 0            | 1            | 1            | 3      | 1      | 2      | 0      | 9      | 2      | +7  |
| Carling Cup           | -     | 1       | 0       | 0       | 1       | 3       | 4       | 0            | 0            | 0            | 0            | 0            | 0            | 1      | 0      | 0      | 1      | 3      | 4      | -1  |
| UEFA Champions League | 15    | 3       | 3       | 0       | 0       | 8       | 2       | 3            | 2            | 0            | 1            | 6            | 2            | 6      | 5      | 0      | 1      | 14     | 4      | +10 |
| Community Shield      | -     | 1       | 0       | 0       | 1       | 1       | 3       | 0            | 0            | 0            | 0            | 0            | 0            | 1      | 0      | 0      | 1      | 1      | 3      | -2  |
| Totale                | -     | 26      | 18      | 4       | 4       | 59      | 23      | 23           | 9            | 6            | 8            | 37           | 23           | 49     | 27     | 10     | 12     | 96     | 46     | +50 |

### Statistiche dei giocatori
| Giocatore      | Premier League | Premier League | Premier League | Premier League | FA Cup+League Cup | FA Cup+League Cup | FA Cup+League Cup | FA Cup+League Cup | Champions League | Champions League | Champions League | Champions League | Community Shield | Community Shield | Community Shield | Community Shield | Totale   | Totale | Totale      | Totale     |
| Giocatore      | Presenze       | Reti           | Ammonizioni    | Espulsioni     | Presenze          | Reti              | Ammonizioni       | Espulsioni        | Presenze         | Reti             | Ammonizioni      | Espulsioni       | Presenze         | Reti             | Ammonizioni      | Espulsioni       | Presenze | Reti   | Ammonizioni | Espulsioni |
| -------------- | -------------- | -------------- | -------------- | -------------- | ----------------- | ----------------- | ----------------- | ----------------- | ---------------- | ---------------- | ---------------- | ---------------- | ---------------- | ---------------- | ---------------- | ---------------- | -------- | ------ | ----------- | ---------- |
| P. Čech        | 20             | -18            | 0              | 0              | 0                 | 0                 | 0                 | 0                 | 5                | -3               | 0                | 0                | 0                | 0                | 0                | 0                | 25       | -21    | 0           | 0          |
| B. Ivanović    | 18             | 2              | 5              | 0              | 0                 | 0                 | 0                 | 0                 | 6                | 2                | 0                | 0                | 1                | 0                | 0                | 0                | 25       | 4      | 5           | 0          |
| A. Cole        | 20             | 0              | 3              | 0              | 0                 | 0                 | 0                 | 0                 | 4                | 0                | 0                | 0                | 1                | 0                | 0                | 0                | 25       | 0      | 3           | 0          |
| M. Essien      | 16             | 3              | 2              | 1              | 0                 | 0                 | 0                 | 0                 | 4                | 1                | 0                | 0                | 1                | 0                | 0                | 0                | 21       | 4      | 2           | 1          |
| Ramires        | 16             | 0              | 2              | 0              | 0+1               | 0                 | 0                 | 0                 | 4                | 0                | 1                | 0                | 0                | 0                | 0                | 0                | 21       | 0      | 3           | 0          |
| F. Lampard     | 7              | 2              | 1              | 0              | 0                 | 0                 | 0                 | 0                 | 0                | 0                | 0                | 0                | 1                | 0                | 0                | 0                | 8        | 2      | 1           | 0          |
| Y. Benayoun    | 3              | 1              | 0              | 0              | 0+1               | 0                 | 0                 | 0                 | 1                | 0                | 0                | 0                | 1                | 0                | 0                | 0                | 6        | 1      | 0           | 0          |
| D. Drogba      | 19             | 9              | 3              | 0              | 0                 | 0                 | 0                 | 0                 | 3                | 1                | 0                | 0                | 1                | 0                | 0                | 0                | 23       | 10     | 3           | 0          |
| J. Obi Mikel   | 18             | 0              | 2              | 0              | 0                 | 0                 | 0                 | 0                 | 4                | 0                | 2                | 0                | 1                | 0                | 0                | 0                | 23       | 0      | 4           | 0          |
| F. Malouda     | 20             | 8              | 0              | 0              | 0                 | 0                 | 0                 | 0                 | 5                | 1                | 0                | 0                | 1                | 0                | 0                | 0                | 26       | 9      | 0           | 0          |
| J. Bosingwa    | 11             | 0              | 0              | 0              | 0                 | 0                 | 0                 | 0                 | 1                | 0                | 0                | 0                | 0                | 0                | 0                | 0                | 12       | 0      | 0           | 0          |
| J. Žirkov      | 10             | 0              | 1              | 0              | 0+1               | 0                 | 0                 | 0                 | 4                | 1                | 1                | 0                | 1                | 0                | 0                | 0                | 16       | 1      | 2           | 0          |
| P. Ferreira    | 17             | 0              | 2              | 0              | 0+1               | 0                 | 0                 | 0                 | 4                | 0                | 0                | 0                | 1                | 0                | 0                | 0                | 23       | 0      | 2           | 0          |
| S. Kalou       | 16             | 6              | 1              | 0              | 0+1               | 0                 | 0                 | 0                 | 4                | 0                | 0                | 0                | 1                | 1                | 0                | 0                | 22       | 7      | 1           | 0          |
| R. Turnbull    | 0              | 0              | 0              | 0              | 0+1               | -0+-4             | 0                 | 0                 | 1                | -1               | 0                | 0                | 0                | 0                | 0                | 0                | 2        | -5     | 0           | 0          |
| D. Sturridge   | 11             | 0              | 0              | 0              | 0+1               | 0                 | 0                 | 0                 | 5                | 2                | 0                | 0                | 1                | 0                | 0                | 0                | 18       | 2      | 0           | 0          |
| J. Terry       | 16             | 1              | 4              | 0              | 0+1               | 0                 | 0                 | 0                 | 4                | 1                | 0                | 0                | 1                | 0                | 0                | 0                | 22       | 2      | 4           | 0          |
| Alex           | 11             | 1              | 2              | 0              | 0+1               | 0                 | 0                 | 0                 | 3                | 0                | 0                | 0                | 0                | 0                | 0                | 0                | 15       | 1      | 2           | 0          |
| P. van Aanholt | 0              | 0              | 0              | 0              | 0+1               | 0+1               | 0                 | 0                 | 4                | 0                | 0                | 0                | 0                | 0                | 0                | 0                | 5        | 1      | 0           | 0          |
| N. Anelka      | 17             | 3              | 1              | 0              | 0+1               | 0+2               | 0                 | 0                 | 5                | 5                | 0                | 0                | 1                | 0                | 0                | 0                | 24       | 10     | 1           | 0          |
| H. Hilário     | 0              | 0              | 0              | 0              | 0                 | 0                 | 0                 | 0                 | 0                | 0                | 0                | 0                | 1                | -3               | 0                | 0                | 1        | -3     | 0           | 0          |
| J. Bruma       | 2              | 0              | 0              | 0              | 0+1               | 0                 | 0+1               | 0                 | 2                | 0                | 0                | 0                | 1                | 0                | 0                | 0                | 6        | 0      | 1           | 0          |
| G. Kakuta      | 4              | 0              | 0              | 0              | 0+1               | 0                 | 0                 | 0                 | 5                | 0                | 0                | 0                | 0                | 0                | 0                | 0                | 10       | 0      | 0           | 0          |
| F. Borini      | 0              | 0              | 0              | 0              | 0                 | 0                 | 0                 | 0                 | 0                | 0                | 0                | 0                | 0                | 0                | 0                | 0                | 0        | 0      | 0           | 0          |
| J. McEachran   | 4              | 0              | 1              | 0              | 0+1               | 0                 | 0                 | 0                 | 6                | 0                | 0                | 0                | 0                | 0                | 0                | 0                | 11       | 0      | 1           | 0          |
| J. Mellis      | 0              | 0              | 0              | 0              | 0                 | 0                 | 0                 | 0                 | 1                | 0                | 0                | 0                | 0                | 0                | 0                | 0                | 1        | 0      | 0           | 0          |